# Kazimierz Jabłoński (nauczyciel)
Kazimierz Jabłoński (ur. 22 stycznia 1939 w Jamiołkach-Piotrowiętach) – polski nauczyciel i działacz państwowy, wojewoda suwalski (1981–1990).

## Życiorys
Ukończył studia w Wyższej Szkole Pedagogicznej w Gdańsku. Od 1960 pracował jako nauczyciel w szkołach zawodowych na Suwalszczyźnie. W latach 1973–1981 pełnił funkcję dyrektora Technikum Mechanicznego w Suwałkach. W 1981 został mianowany wojewodą suwalskim, urząd sprawował do końca 1989.
Odznaczony Srebrnym Krzyżem Zasługi, Medalem Komisji Edukacji Narodowej oraz Odznaką „Za Zasługi dla Województwa Suwalskiego”.